# Harry Carey Jr.
Harry Carey "Dobe" Jr. (Saugus, Califòrnia, 16 de maig de 1921 − Santa Barbara, 27 de desembre de 2012) va ser un actor de cinema estatunidenc.

## Biografia
Nascut amb el nom de Henry George Carey, Jr en Saugus, Califòrnia, Estats Units, fill del famós actor Harry Carey (1878-1947) i de l'actriu Olive Fuller Golden (1896-1988).
Gran actor de caràcter, com el seu pare, va actuar en un gran nombre de pel·lícules de gènere western. Van aparèixer junts en l'aclamada pel·lícula de 1948, Riu Vermell. Harry Carey, Jr va servir a la Marina dels Estats Units durant la Segona Guerra Mundial. Va fer quatre pel·lícules amb l'aclamat director de cinema Howard Hawks: Riu Vermell (1948), Monkey Business (1952), Gentlemen Prefer Blondes (1953) i Riu Bravo (1959). També va fer 10 pel·lícules amb l'actor John Wayne, des de Riu Vermell fins Cahill US Marshal (1973).
Carey era amic i freqüent col·laborador del famós director John Ford. Va aparèixer en pel·lícules notables de Ford: 3 Godfathers (1948), La legió invencible (1949), Wagon Master (1950), Rio Grande (1950), Silver Lode (1954), The Long Gray Line (1955), Escala a Hawaii (1955), The Searchers (1956), Dos cavalquen junts (1961) i Cheyenne Autumn (1964). Més tard va escriure un llibre sobre Ford titulat Company of Heroes. Els seus últims treballs en cinema són: The Exorcist III, Back to the Future Part III (1990), Tombstone (1993), The Sunchaser (1996).

## Filmografia
Filmografia:
- 1946: Rolling Home: Dobey
- 1947: Pursued: Mc Comber
- 1948: Riu Vermell (Red River): Dan Latimer
- 1948: Moonrise: Jimmy Biff
- 1948: Blood on the Moon: Cowboy
- 1948: 3 Godfathers: William Kearney ('The Abilene Kid')
- 1949: She Wore a Yellow Ribbon: 2n Tinent Ross Penell
- 1950: Wagon Master: Sandy
- 1950: Copper Canyon: Tinent Ord
- 1950: Rio Grande: Trooper Daniel 'Sandy' Boone
- 1951: Warpath: Capità Gregson
- 1951: The Wild Blue Yonder: Sergent Shaker Schuker
- 1952: Monkey Business: Periodista
- 1953: Niagara: Taxi Driver
- 1953: San Antone: Dobe Frakus
- 1953: Sweethearts on Parade: Jim Riley
- 1953: Gentlemen Prefer Blondes: Sims
- 1953: Island in the Sky: Ralph Hunt, copilot de Moon
- 1953: Beneath the 12-Mile Reef: Griff
- 1954: Silver Lode: Johnson
- 1954: The Outcast: Bert
- 1955: The Adventures of Spin and Marty (sèrie TV): Bill Burnett
- 1955: Spin and Marty: The Movie: Bill Burnett
- 1955: The Long Gray Line: Dwight Eisenhower
- 1955: House of Bamboo: John
- 1955: Mister Roberts: Stefanowski
- 1956: The Adventures of Spin and Marty (sèrie TV): Bill Burnett
- 1956: The Searchers: Brad Jorgensen
- 1956: The Great Locomotive Chase: William Bensinger
- 1956: Gun the Man Down d'Andrew McLaglen: Diputat Lee
- 1956: 7th Cavalry: Cpl. Morrison
- 1957: The New Adventures of Spin and Marty (sèrie TV): Bill Burnett
- 1957: The River's Edge: Chet
- 1957: Kiss Them for Me: Tinent Chuck Roundtree
- 1958: De l'infern a Texas (From Hell to Texas): Trueblood
- 1958: Escort West: Trooper Travis
- 1959: Gundown at Sandoval
- 1960: Noose for a Gunman: Jim Ferguson
- 1961: The Great Impostor: Dr. Joseph Mornay
- 1961: Two Rode Together: Ortho Clegg
- 1962: A Public Affair: Bill Martin
- 1963: The Raiders: Jellicoe
- 1964: Cheyenne Autumn: Trooper Smith
- 1964: Taggart: Tinent Hudson
- 1965: Shenandoah: Jenkins
- 1966: Cyborg 2087: Jay C
- 1966: The Rare Breed: Ed Mabry
- 1966: Billy the Kid versus Dracula: Ben Dooley
- 1966: Alvarez Kelly: Cpl. Peterson
- 1967: The Ballad of Josie: Mooney
- 1967: The Way West: M.. McBee
- 1968: The Devil's Brigade: Capità Rose
- 1968: Bandolero !: Cort Hayjack
- 1969: Death of a Gunfighter, de Don Siegel i Robert Totten: Rev. Rork
- 1969: The Undefeated: Soloman Webster
- 1970: One More Time
- 1970: The Moonshine War de Richard Quine: Arley Stamper
- 1970: Dirty Dingus Magee: Charles Stuart
- 1971: One More Train to Rob: Red
- 1971: Big Jake: Pop Dawson
- 1971: …continuavano a chiamarlo Trinità: The Father
- 1971: Something Big: Joe Pickins
- 1972: I després li van dir el Magnífic (E poi lo chiamarono il magnifico): Holy Joe
- 1972: Run, Cougar, Run: Barney
- 1973: Cahill U.S. Marshal: Hank
- 1974: Il Ritorno di Zanna Bianca: John Tarwater
- 1975: Take a Hard Ride d'Antonio Margheriti: Dumper
- 1976: Nickelodeon: Dobie
- 1978: Black Beauty (fulletó TV): M.. Bond
- 1978: Kate Bliss and the Ticker Tape Kid (TV): Diputat Luke
- 1980: Wild Times (TV): Fitz Bragg
- 1980: The House on the Prairie (Sèrie TV) Temporada 7, episodi A New Beginning: Xèrif Pike
- 1980: The Long Riders: George Arthur
- 1982: Endangered Species: Dr. Emmer
- 1982: The Shadow Riders (TV): Pa Traven
- 1983: Princesse Daisy (TV)
- 1984: Gremlins: M.. Anderson
- 1985: Mask: Red
- 1985: UFOria: George Martin
- 1986: Adventures of William Tell (TV): Mutino
- 1986: Crossroads de Walter Hill: Bartender
- 1987: The Whales of August: Joshua Brackett
- 1987: Cherry 2000: Snappy Tom
- 1988: Illegally Yours: Wally Finnegan
- 1988: Hi havia una vegada un tren (Once Upon a Texas Train)(TV): Herald Fitch
- 1989: Un lladre i mig (Breaking In): Shoes
- 1990: Bad Jim: J.C. Lee
- 1990: Back to the Future Part III: Saloon Old-Timer #2
- 1990: The Exorcist III de William Peter Blatty: Father Kanavan
- 1993: Tombstone: Marshal Fred White
- 1994: Wyatt Earp: Return to Tombstone: Digger Phelps
- 1996: The Sunchaser de Michael Cimino: Cashier
- 1997: Last Stand at Saber River (TV): James Sanford
- 2005: The Adventures of Spin and Marty: Back in the Saddle with Harry Carey Jr. (vidéo): Harry Carey, Jr.
- 2006: Comanche Stallion: Miles Flynn

## Televisió
Carey va actuar com a convidat en les grans sèries de televisió com: The Lone Ranger, Broken Arrow, Tombstone Territory, Tals of Wells Fargo, The Rifleman, Perry Mason, Lawman, Mannix, Dallas, i moltes més. El 2010 es va filmar el documental: Harry Carey Jr Hosts Tales from the setembre, escrit pel mateix Carey Jr.